# Беляев, Михаил Андреевич (хоккеист)
Михаил Андреевич Беляев (род. 17 января 1998, Ярославль) — российский хоккеист, нападающий. Мастер спорта России (2019).

## Биография
Начинал заниматься хоккеем в СДЮШОР «Локомотив-2004», первый тренер Евгений Перов. Чемпион России среди юниоров 2014 («Витязь-98») и 2015 (объединённая команда двух ярославских школ). В сезоне 2014/15 дебютировал в МХЛ-Б за команду «Локо-Юниор». Со следующего сезона стал выступать за «Локо» в МХЛ. 21 декабря 2017 года в домашнем матче против минского «Динамо» (3:2) дебютировал в КХЛ в составе «Локомотива», проведя единственный матч в лиге в сезоне.
В сезоне 2018/19 провёл 15 матчей в КХЛ, 14 — в МХЛ и 5 — за фарм-клуб «Лада» Тольятти в ВХЛ. Следующий сезон начал в ВХЛ в фарм-клубе «Буран» Воронеж, с декабря стал играть в КХЛ. 23 мая 2022 продлил контракт с «Локомотивом» на два года и на следующий день был отдан в аренду в «Адмирал» на один сезон. Провёл шесть матчей в КХЛ, два — за «Ермак» в ВХЛ и 17 ноября вернулся в «Локомотив». В середине августа 2023 года перешёл в «Авангард».

## Достижения
- Чемпион России среди юниоров (2014, 2015)
- Чемпион МХЛ (2016, 2018, 2019)[7]